# Оберн (Вајоминг)
Оберн (енгл. Auburn) насељено је место без административног статуса у америчкој савезној држави Вајоминг.

## Демографија
По попису из 2010. године број становника је 328, што је 52 (18,8%) становника више него 2000. године.
| Група             | 2000.       | 2010.       |
| Белци             | 270 (97,8%) | 310 (94,5%) |
| Афроамериканци    | 0 (0,0%)    | 0 (0,0%)    |
| Азијати           | 0 (0,0%)    | 0 (0,0%)    |
| Хиспаноамериканци | 2 (0,7%)    | 18 (5,5%)   |
| Укупно            | 276         | 328         |